# IS Tighennif
IS Tighennif es un club de fútbol argelino con sede en Tighennif conocido como Palikao, fue el primer establecimiento del equipo en 1945. Un club juega en el estadio Hassine Zarrouk Kahel de la ciudad, el estadio tiene una capacidad de aproximadamente 5000 espectadores, el acrónimo del equipo en inglés IST, la competencia argelina participó en la segunda división.